# 巢湖龍屬

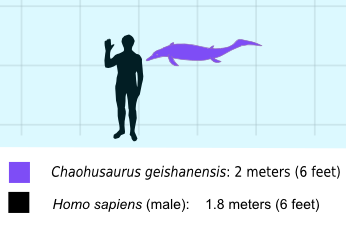
巢湖龍與人類的體型相比

巢湖龍屬（學名：Chaohusaurus）又名巢湖魚龍，意為“巢湖蜥蜴”，是種已滅絕、外表類似魚的海生爬行動物，生存於早三疊紀的中國巢湖，屬於魚龍超目。牠們也曾稱作安徽龙（Anhuisaurus）、陳蜥（Chensaurus）。牠們在1972年被楊鍾健、董枝明描述。牠們的外形跟杯椎魚龍、混魚龍的關係較近，而非較先進的魚龍；巢湖龍演化出杯椎魚龍、混魚龍，而且巢湖龍有者較類似蜥蜴的外表，而非較晚魚龍目類似海豚的外形。牠們擁有鰭狀肢，而非蹼狀腳掌，頸部非典型地長，身上沒有背鰭。尾鰭是短而長基部。牠們是魚龍類中最小的一種，身長約70到170公分。重量約10公斤。

## 下属物种
本属包括以下物种：
- 短股巢湖龍 Chaohusaurus brevifemoralis Huang, Motani, Jiang, Tintori, Zhou, Ren & Zhang, 2019[3]，短腿巢湖龙
- 巢县巢湖龙 Chaohusaurus chaoxianensis (Chen, 1985)
- 龜山巢湖龍 Chaohusaurus geishanensis Young & Dong, 1972
- 張家灣巢湖龍 Chaohusaurus zhangjiawanensis Chen et al., 2013